# Grua (nàutica)
|  | Per a altres significats, vegeu «Grua (desambiguació)». |

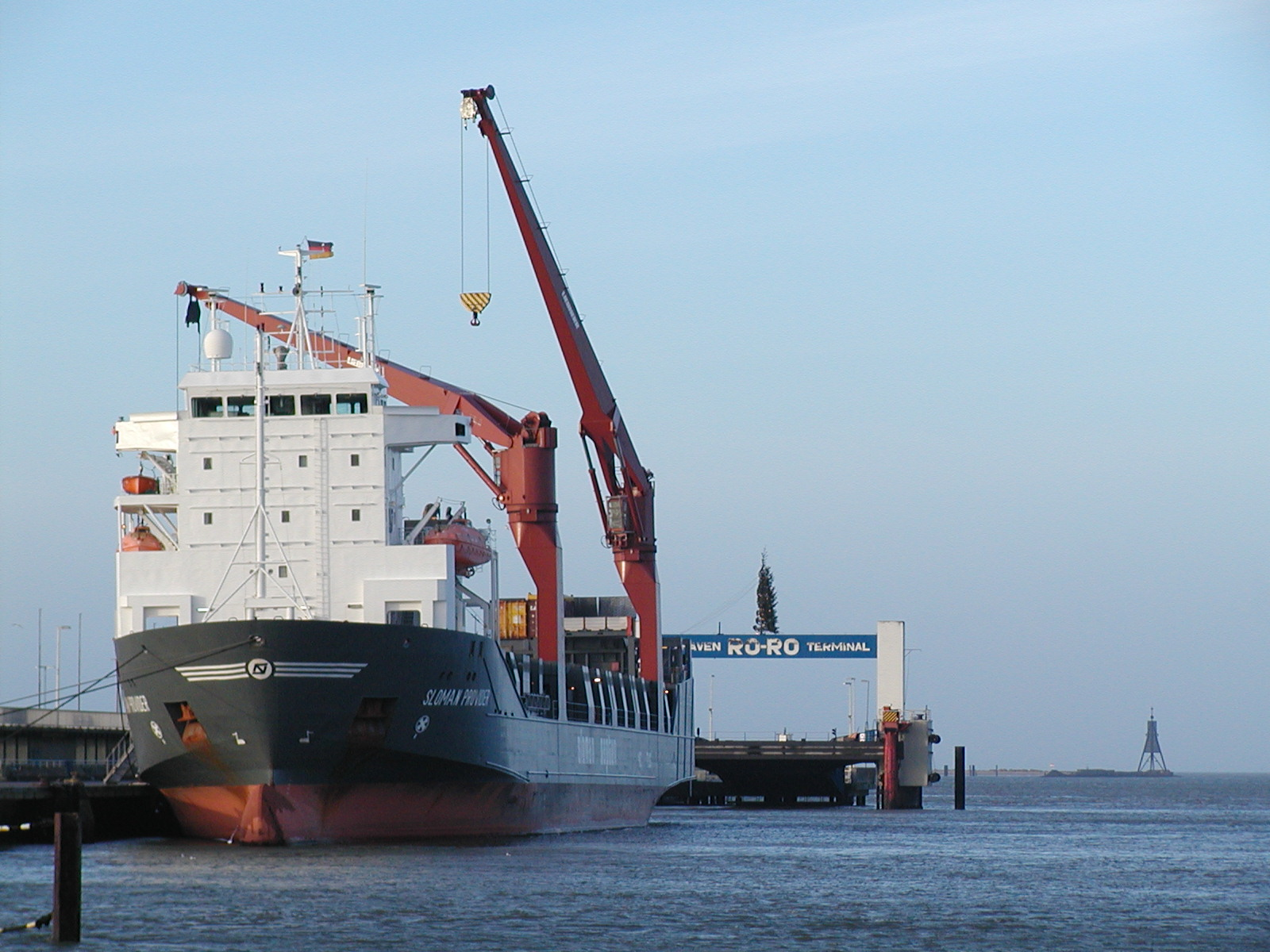
Grues de càrrega en un vaixell modern.

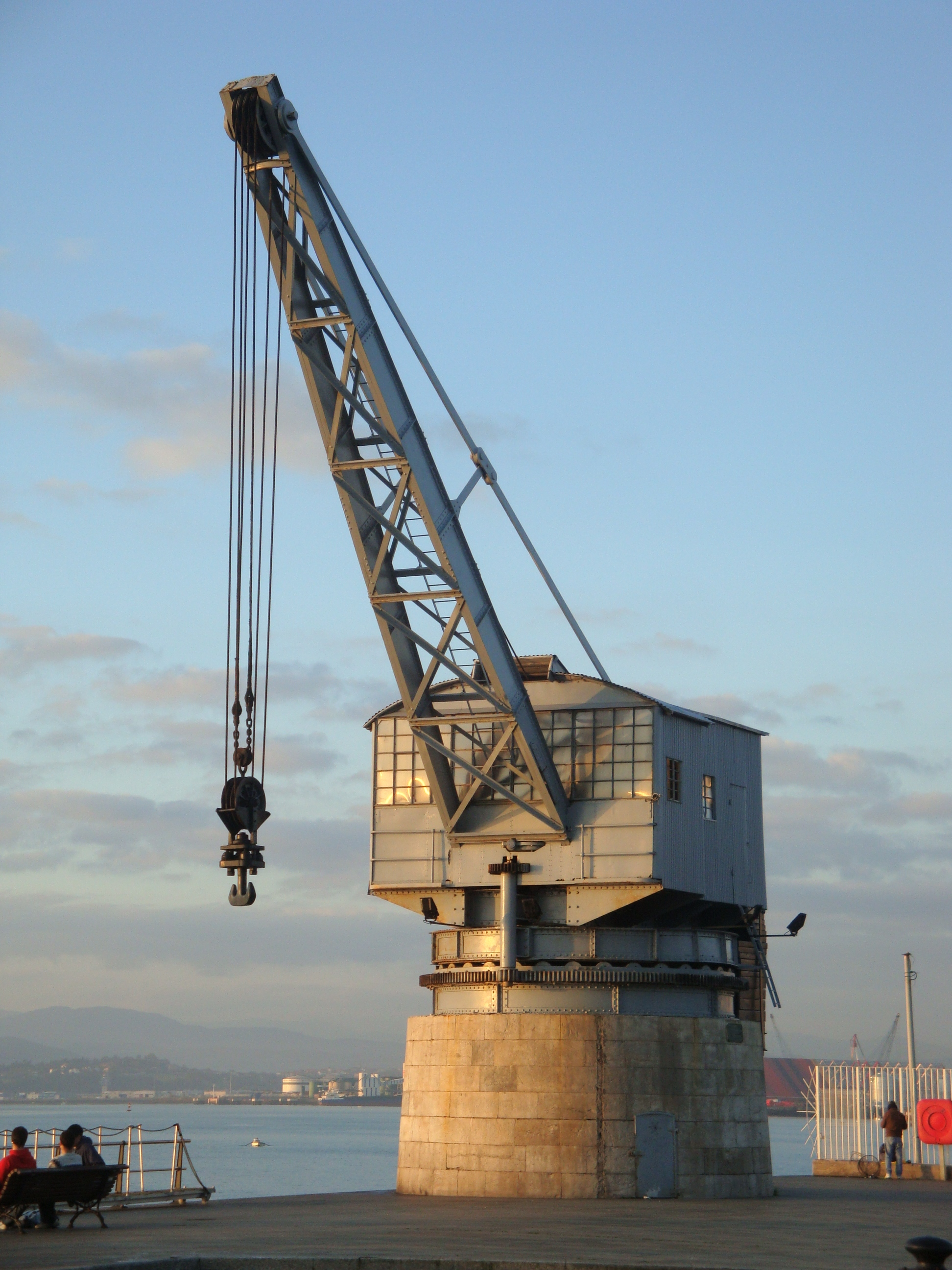
Grua del Port de Santander.

A l'entorn nàutic  Grues:  Són els elements per hissar la càrrega o les provisions bord. Totes les grues per elevar pesos han d'exhibir una marca ben visible de la càrrega màxima de treball.
Aquest valor conegut com a  SWL  per les seves inicials en anglès ( S  afety  W  orking  L  OAD) és el pes màxim per al qual el fabricant, les societats de classificació i, per tant, les companyies d'assegurances avalen un ús adequat.
Les especificacions tècniques i de caràcter legal estan assentades en un llibre bord anomenat "Cargo Gear" i en ell es bolquen totes les novetats d'inspeccions periòdiques, reemplaçament d'elements, modificacions estructurals, etc.